# 西新駅 (国鉄)
西新駅（にしじんえき）は、かつて福岡県福岡市西区（現在の早良区）昭代3丁目にあった、日本国有鉄道（国鉄）筑肥線の駅である。
西新地区からは離れており、現在の地下鉄西新駅から南西に1.2 kmほど離れた早良区（福岡市編入前は早良郡早良町。1975年3月1日 - 1982年5月9日は西区の一部）にあった。

## 歴史

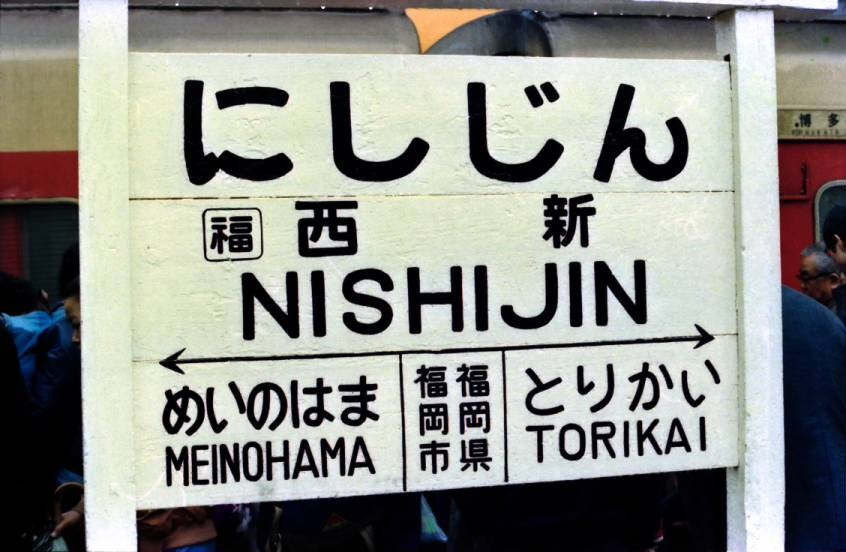
駅名標

- 1925年（大正14年）6月15日：北九州鉄道の西新町駅（にししんまちえき）として開業[文献 2]。
- 1937年（昭和12年）10月1日：国有化で筑肥線となり、西新駅と改称[文献 2]。
- 1983年（昭和58年）3月22日：地下鉄1号線（現・福岡市地下鉄空港線）と筑肥線の相互直通運転開始に伴い、筑肥線博多駅 - 姪浜駅間が廃線となったため、廃止[文献 2]。

なお、地下鉄西新駅の開業は1981年（昭和56年）7月26日であるため、約1年8か月間は国鉄の西新駅と地下鉄の西新駅が共存していた。但し、相互の駅所在地は約1.5 km離れた全く異なる場所であった。

## 駅構造
タブレット閉塞による単線路線の交換駅で、島式ホーム1面2線となっていた。ホームの端には、1961年（昭和36年）の駅員たちが資金や資材を出し合い作った、ソテツやツゲ、ツツジの庭園があった。
駅舎は、開業から廃駅までトタン葺きの木造平屋が使用されていたが、末期になるとかなりくたびれていた。

## 利用状況
1974年（昭和49年）頃の利用客は1日当たり約3,000人で、筑肥線では筑前前原駅・筑前高宮駅・鳥飼駅・今宿駅に次いで5番目に利用客の多い駅だった。うち定期乗車券利用客が1,800人で、3分の2が最寄りの福岡県立福岡工業高等学校の生徒だった。原団地や室住団地、星の原団地などのマンモス団地住人の利用もあったが、西鉄バスとの競合で旅客利用は少なく、むしろ小荷物の取り扱いが多かった。駅周辺の博多人形の工場や高取焼の窯元からの発送も多く、駅で取り扱う小荷物は1日当たり約300個、お盆や年末には1日当たり約500個に及んだ。

## 駅周辺
1974年頃は西新地区と対照的に田園地帯が広がり、駅前にあるのは九州電力の福岡西営業所と単身寮（現存）のみだった。その後は市街地化が早く進み、市営団地や国鉄西新アパートを始め民家も多く、駅の様子とは違い混雑する駅であった。西新地区をはじめ早良区に位置する高等学校の最寄り駅で、駅前には通学用の自転車が多数駐輪されていた。
- 福岡市立高取小学校
- 紅葉八幡宮
- 祖原公園
- 福岡県立福岡工業高等学校

## 駅廃止後

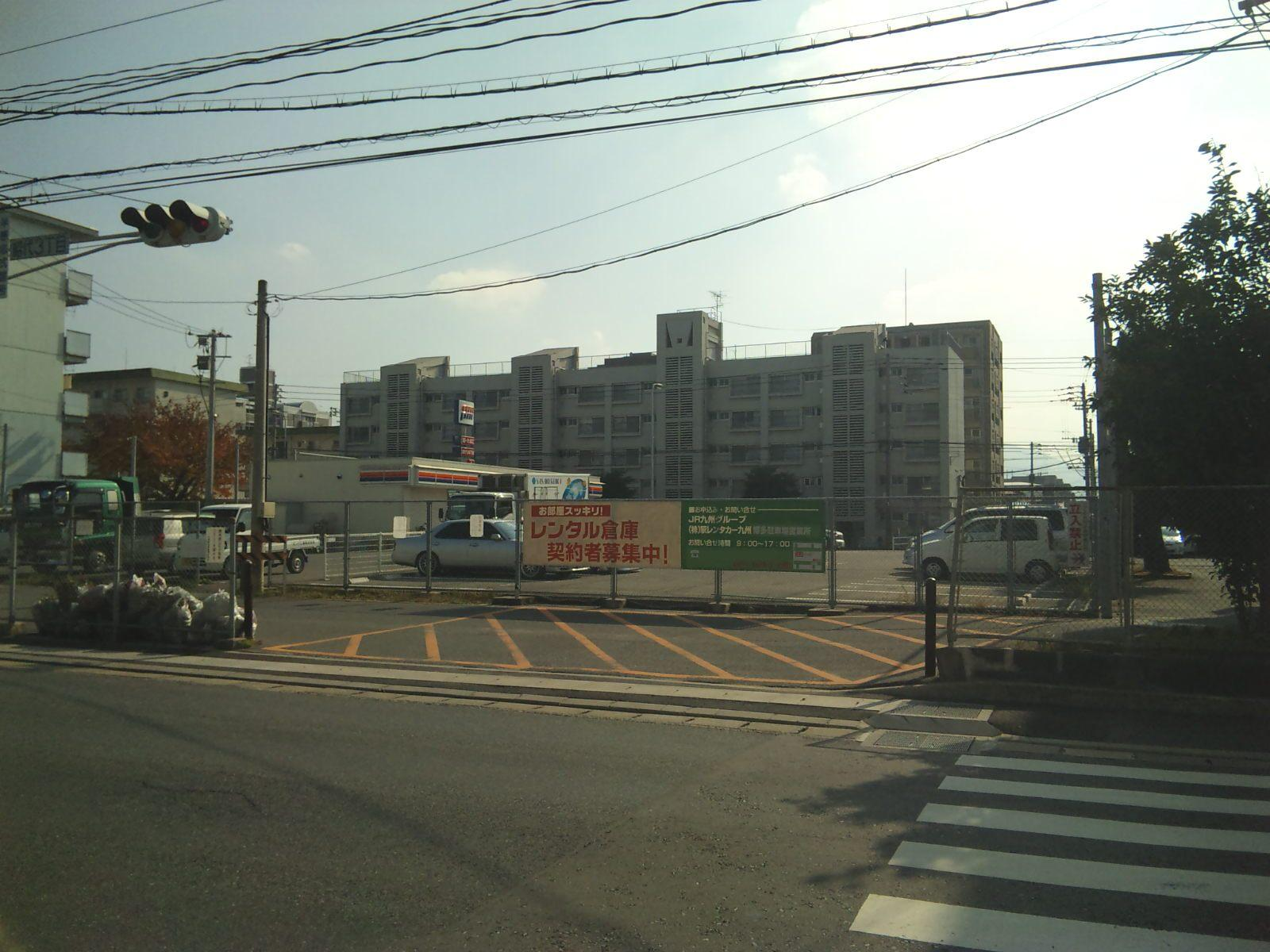
西新駅跡地の現況（2010年）
跡地にはam/pm（現在のファミリーマート）が建つ。左端の建物は国鉄昭代町官舎。

駅跡地は、廃止後10年ほどは西鉄の代行バス11系統の折り返し所（昭代三丁目バス停）として使用されていたが、後に藤崎まで延長されたため資材置き場になっていた。現在はJR九州に継承され、東部はJR九州リテールが営業するファミリーマート早良昭代3丁目店とドラッグイレブン高取店、JR九州グループのアフタースクールに、西部はJR九州グループが運営する老人ホーム「SJRプレシア高取」になっている。
なお、駅の東隣にあった国鉄昭代町官舎もJR九州に継承されて存続したが2020年頃に取り壊され、高層マンションが建設された。

## 隣の駅
日本国有鉄道
筑肥線
鳥飼駅 - 西新駅 - 姪浜駅
- 1941年までは、西新 - 姪浜間に筑前庄駅も存在していた。